# 世界踢拳總會
世界踢拳總會（英語：World Association of Kickboxing Organizations，WAKO）是一个專門管轄國際踢拳事務的組織。

## 历史
1975年成立，目前該組有126個成員國加盟，旗下的主要比賽為世界踢拳冠軍賽。它的總部設在意大利蒙扎。

## 外部連結
- 官方網站 （页面存档备份，存于）